# Coelognathus enganensis
Coelognathus enganensis es una especie de serpientes de la familia Colubridae.

## Distribución geográfica yhábitat
Es endémica de la isla de Enggano (Indonesia).